# Banff (Regno Unito)

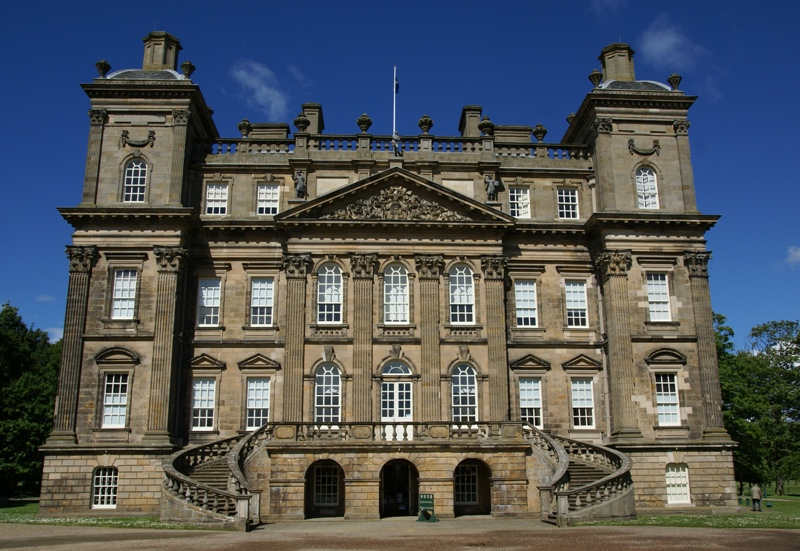
Banff: la Duff House

Banff (in gaelico scozzese: Banbh) è una cittadina (e un tempo burgh) di circa 4 000 abitanti della costa nord-orientale della Scozia, facente parte dell'area amministrativa dell'Aberdeenshire e più precisamente dell'area di Banff e Buchan (contea tradizionale: Banffshire) e situata lungo l'estuario sulla baia di Banff (parte del Moray Firth, mare del Nord) del fiume Deveron.
La località è famosa per i suoi campi da golf.

## Geografia fisica

### Collocazione
Banff si trova nella parte nord-occidentale dell'Aberdeenshire, al confine tra le località di Portsoy e Fraserburgh (rispettivamente ad est della prima e ad ovest della seconda, ma più vicina alla prima), a circa 20 km a nord/nord-est di Aberchirder e a circa 20 km a nord/nord-ovest di Turriff. È dirimpettaia della località di Macduff, da cui è separata da un ponte sul fiume Deveron.

## Società

### Evoluzione demografica
Al censimento del 2011, Banff contava una popolazione pari a 4 082 abitanti.
La località ha conosciuto un incremento demografico rispetto al 2001, quando contava 3 991 abitanti, ma un decremento demografico rispetto al 1991, quando ne contava 4 110.

## Storia
A partire dal XII secolo, iniziò l'attività di Banff come porto sull'estuario del fiume Deveron.
Nel XIX secolo, a causa del progressivo insabbiamente, il porto di Banff perse d'importanza a favore della vicina Macduff.

## Monumenti e luoghi d'interesse
L'architettura di Banff presenta numerosi edifici del XVIII secolo.

### Duff House
Tra i principali edifici d'interesse di Banff, figura la Duff House, costruita tra il 1735 e il 1740 su progetto di William Adam.

### Altri luoghi d'interesse
Nella città si trovano inoltre le rovine del castello di Banff e una croce di mercato.

## Sport
- La squadra di calcio locale è il Deveronvale Football Club[8]
- La squadra di rugby locale è il Banff Rugby Club[9]

## Feste ed eventi
- Festival of the Visual Arts[3]